# Waplewo (wieś w powiecie olsztyńskim)
Waplewo (niem. Waplitz) – wieś w Polsce, położona w województwie warmińsko-mazurskim, w powiecie olsztyńskim, w gminie Olsztynek. Do 1954 r. siedziba gminy Waplewo. 
W latach 1975–1998 wieś należała administracyjnie do województwa olsztyńskiego.  W latach 1973–77 w gminie Szkotowo.
We wsi znajdują się m.in.: przystanek autobusowy, trzy sklepy, ośrodki wypoczynkowe, kościół rzymskokatolicki, prywatna elektrownia wodna, przystanek kolejowy (3 km od centrum wsi). We wsi zaczyna się szlak kajakowy rzeką Marózką, w okolicy są lasy i jeziora. Dawniej znajdowały się tu ośrodek zdrowia, apteka i bar.

## Integralne części wsi
| SIMC    | Nazwa          | Rodzaj    |
| ------- | -------------- | --------- |
| 0484707 | Ruda Waplewska | część wsi |

## Historia
Najstarsze znane wzmianki o miejscowości pochodzą z 1384 roku. Do Towarzystwa Jaszczurczego należał także Lambert z Waplewa (obok rycerza Ludwika Mateski i Dytrycha z Osińska). Dobra waplewskie były wymieniane w 1467 w akcie jednego z komturów krzyżackich, który zatwierdzał chorążemu ciechanowskiemu Jakubowi Gołyńskiemu kupno 56 włók ziemi. W wiekach XV i XVI Waplewo należało do rodzin Golińskich i Szymanowskich. Kościół katolicki wybudowano przed 1525 rokiem. Od 1612 roku w Waplewie mieściła się parafia ewangelicka. W XVII stuleciu przeszło w posiadanie rodu Finck von Finckenstein. Szkoła wiejska powstała na początku XVIII wieku. W 1818 r. we wsi i majątku ziemskim było 20 domów ze 169 mieszkańcami. W końcu XIX wieku rozwinęła się w Waplewie hodowla owiec. W 1870 roku drewniany budynek kościoła rozebrano, a w 1872 r. wzniesiono nowy, murowany. W 1902 roku pożar zniszczył drewniany budynek szkoły; w jej miejscu w ciągu dwóch lat powstała murowana, piętrowa.

### Bitwa pod Waplewem

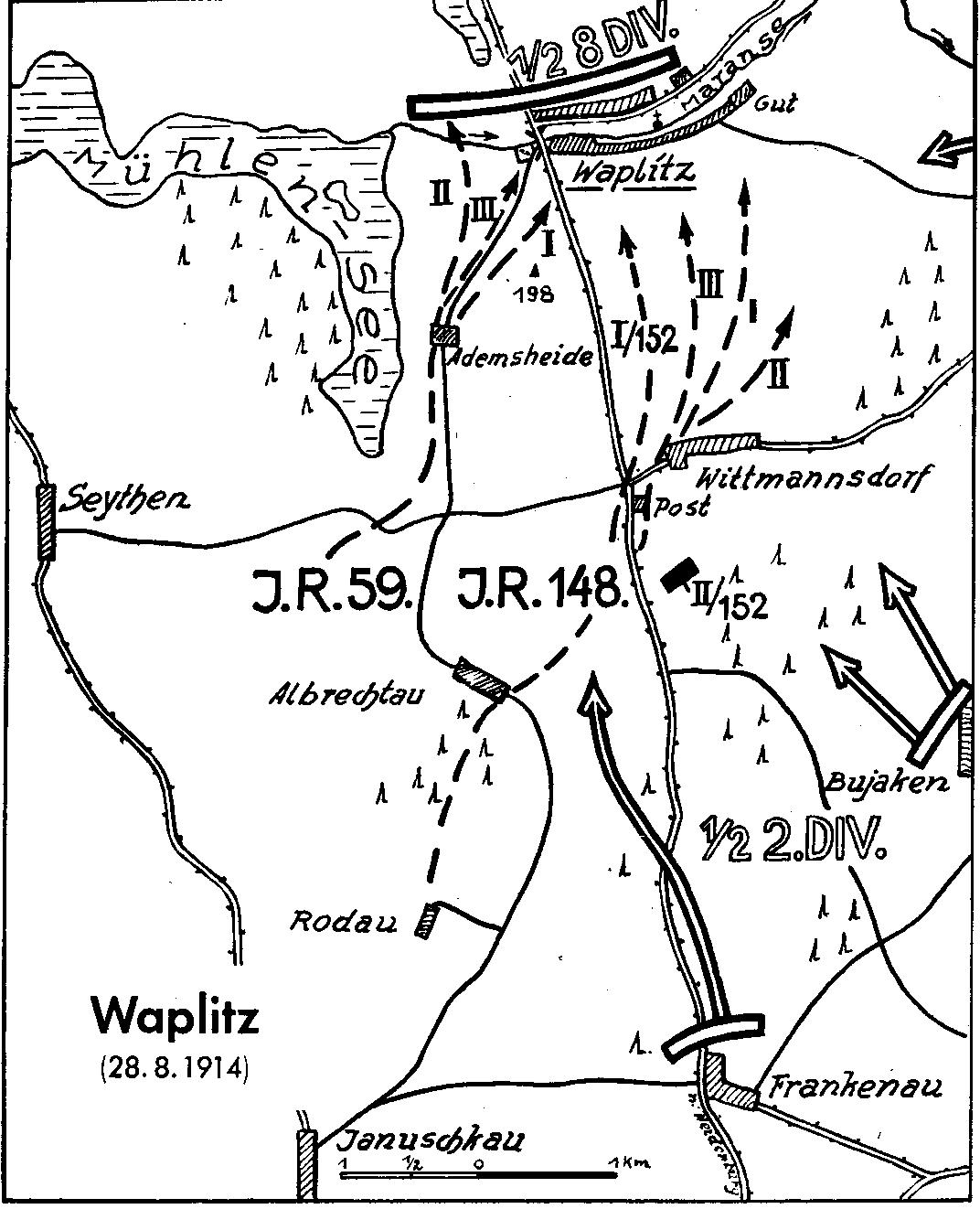
Plan bitwy

28 sierpnia 1914 roku między Waplewem a jeziorem Mielno doszło do zaciętej bitwy między wojskami rosyjskimi (15 Korpus Armijny), którymi dowodził gen. Nikołaj Martos, i niemieckimi (41 Dywizja Cesarstwa Niemieckiego) pod dowództwem gen. Leo Sontaga. Bitwa zakończyła się zwycięstwem Rosjan. Poległych żołnierzy pochowano na pobliskim cmentarzu wojennym (spoczywa tam 426 niemieckich i 206 rosyjskich żołnierzy). 
W 1933 r. w miejscowości mieszkało 547 osób, a w 1939 r. – 519 osób. We wsi były wtedy poczta, karczma dworska, gorzelnia, szkoła, kościół ewangelicki, sklep. Gospodarowało kilkunastu rolników, jednak większość ludzi trudniła się pracą w dużym majątku ziemskim, leżącym po drugiej stronie Marózki. 
Podczas drugiej wojny światowej w Waplewie pracowało wielu jeńców wojennych: Rosjan, Francuzów, Polaków (Stalag I B). Po wojnie większość Mazurów wyjechała, a na ich miejsce osiedliła się ludność napływowa z różnych regionów Polski. Majątek ziemski wszedł w skład PGR.
12 listopada 1946 r. nadano miejscowości polską nazwę Waplewo. 
W 1995 roku, dzięki skutecznym działaniom poseł Ireny Petryny, oddano do użytku nową szkołę. W 1997 roku Waplewo liczyło 776 mieszkańców. W 2005 r. we wsi mieszkały 752 osoby.

## Zabytki

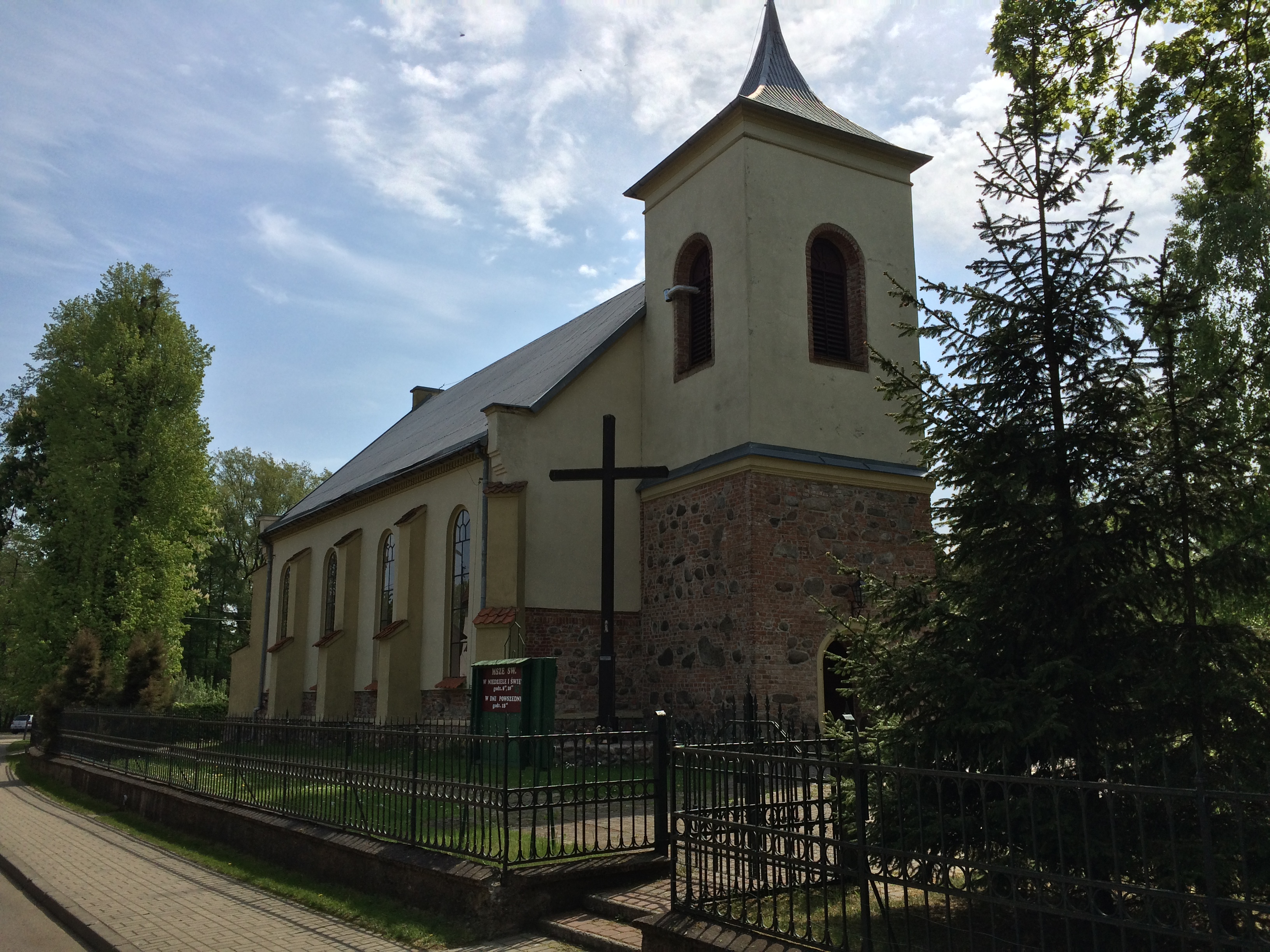
Kościół św. Stanisława

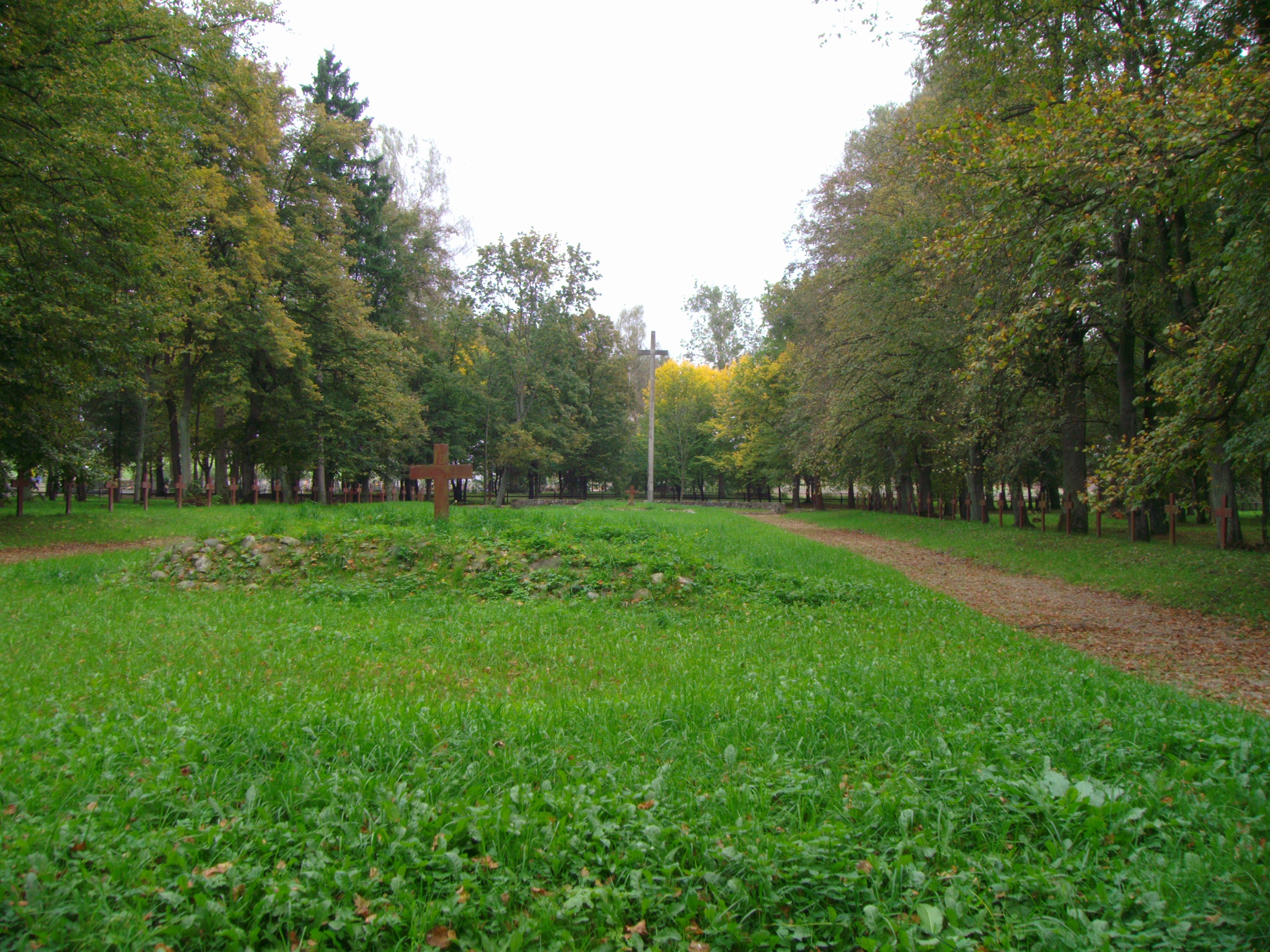
Cmentarz wojenny w Waplewie, na którym są pochowani polegli w bitwie z 1914 roku

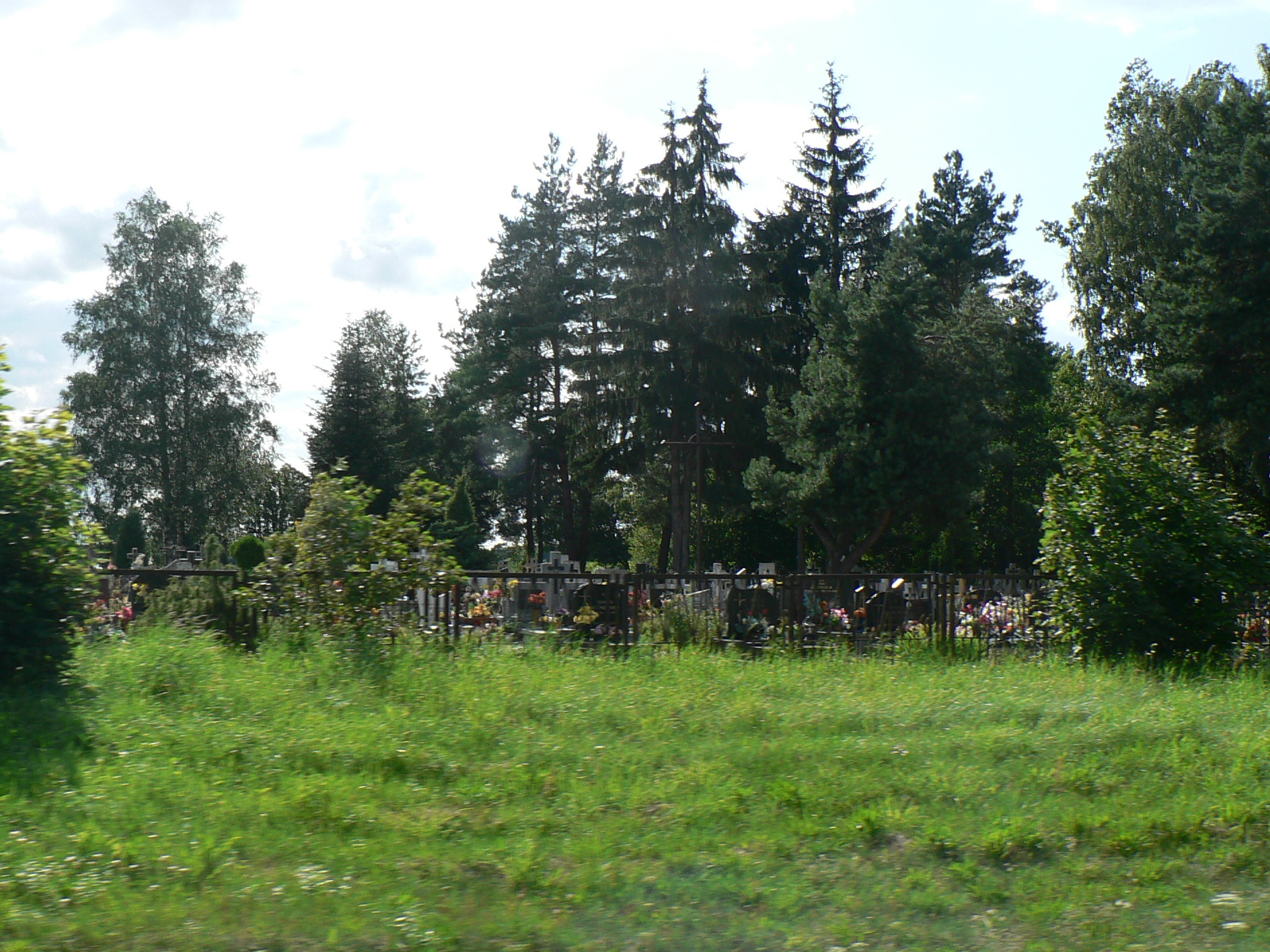
Waplewski cmentarz komunalny

Do rejestru zabytków Narodowego Instytutu Dziedzictwa wpisane są:
- eklektyczny kościół rzymskokatolicki (dawniej ewangelicki) pw. św. Stanisława z 1872 roku, z wąską wieżą; został wybudowany na pozostałościach wcześniejszej, gotyckiej świątyni[14]
- cmentarz wojenny z I wojny światowej

Inne zabytki:
- pozostałości cmentarza ewangelickiego z drugiej połowy XIX wieku, położonego 200 m na południe od miejscowości, przy polnej drodze